# 约翰·亚当斯·迪克斯
约翰·亚当斯·迪克斯（英語：John Adams Dix，1798年7月24日—1879年4月21日），美国政治家，美国民主党和美国共和党人，曾任美国参议院议员（1845年-1849年）、美国财政部长（1861年）和纽约州州长（1873年-1874年）。
| 前任： 约翰·汤普森·霍夫曼     | 纽约州州长 1873年 - 1874年 | 繼任： 塞缪尔·J·蒂尔登 |
| 前任： 菲利普·弗朗西斯·托马斯 | 美国财政部长 1861年        | 繼任： 萨蒙·P·蔡斯     |